# Burg Geldern
Die Burg Geldern ist eine abgegangene Burg am heutigen Mühlenweg in der Stadt Geldern in Nordrhein-Westfalen. Die 1237 erstmals erwähnte Burg war im Besitz der Grafen und späteren Herzögen von Geldern und diente der Sicherung eines wichtigen Übergangs an der Niers.

## Geschichte
Die Burg Geldern wurde erstmals 1237 urkundlich erwähnt und war als Sitz der Grafen und späteren Herzogen von Geldern eine zentrale Landesburg der Region. Der genaue Grund der Entstehung der Burg ist unklar – Hypothese bezüglich einer Verlagerung aus Aldekerk als Sicherungspunkt wird abgelehnt. Strategisch am Übergang der Niers gelegen, schützte die Burg eine bedeutende Handelsroute und war Kern einer befestigten Siedlung, die sich im Laufe des 13. Jahrhunderts zur Stadt Geldern entwickelte. Ursprünglich wurde die Burg westlich der heutigen Stadt auf einer bis dato unbewohnten Insel errichtet. Die Anlage bestand aus einer Haupt- und Vorburg, die durch Brücken verbunden waren. Der massive Bergfried und die wehrhaften Strukturen machten sie zu einer repräsentativen und militärisch wichtigen Anlage. Im späten Mittelalter wurde die Burg zum Amtssitz und diente als Residenz für die reisenden Herzöge von Geldern. Mit der Verschiebung der Machtzentren ins Rheindelta und dem allmählichen Bedeutungsverlust des Herzogtums im 15. und 16. Jahrhundert wurde die Burg aufgegeben. In den darauffolgenden Jahrhunderten verfiel die Anlage und ist heute oberirdisch nicht mehr erhalten.
Die Hauptburg war durch mächtige, bis zu drei Meter starke Mauern geprägt, die ein rechteckiges Fundament von 11,75 × 11,25 Metern umschlossen. Der Bergfried, der im Zentrum der Anlage stand, war an der Nordost-Ecke von breiten Wassergräben umgeben. Weitere Mauern und Bauüberreste deuteten auf eine umfangreiche Bebauung der südlichen Ringmauer hin. Hinweise auf eine ältere Siedlungsstruktur oder Burganlage vor dem 14. Jahrhundert wurden nicht gefunden.

## Bedeutung
Die Burg spielte eine zentrale Rolle in der politischen und wirtschaftlichen Entwicklung der Region. Sie diente als Verteidigungsanlage, Verwaltungszentrum und Herrschaftssitz der Grafen und später der Herzöge von Geldern. Ihre strategische Lage an der Niers war nicht nur militärisch wichtig, sondern begünstigte auch den Handel und die Stadtentwicklung.
Die Entwicklung Gelderns zur befestigten Stadt mit einem ausgedehnten Mauersystem und bedeutenden Handelsverbindungen war eng mit der Existenz der Burg verbunden. Ihre Architektur und Nutzung spiegeln die typischen Merkmale einer niederrheinischen Wasserburg wider und machen sie zu einem Beispiel für mittelalterliche Herrschaftsarchitektur in der Region.

## Forschung
In den Jahren 1964 bis 1966 führten Bauarbeiten in Geldern zu bedeutenden archäologischen Entdeckungen. Die Ausgrabungen an der Ponter Straße 6 und am Mühlenweg legten Eichenpfähle, Mauerreste und Keramikfragmente frei, die Aufschluss über die Lage und Bauweise der Burg geben. Die Dendrochronologie datierte die verwendeten Hölzer auf etwa 1353, was die Errichtung der Burg in die Mitte des 14. Jahrhunderts legt.
Die Funde umfassten unter anderem spitz zugeschnittene Holzpfosten, die für wassergebundene Konstruktionen typisch sind, sowie keramische Gefäße wie Kugeltöpfe und Steinzeugkrüge mit farbigen Glasuren aus dem 14. und 15. Jahrhundert. Diese Funde geben Einblick in die handwerklichen Fertigkeiten und die Nutzung der Burg im Alltag.
Die archäologischen Befunde bestätigen, dass die Burg auf bisher unbesiedelten Inseln errichtet wurde. Ältere Hypothesen, die die Ursprungsburg der Grafen in Aldekerk oder anderen nahegelegenen Orten vermuteten, gelten aufgrund der geologischen und archäologischen Untersuchungen als widerlegt. Entsprechend handelte es sich bei der Anlage um eine vollkommene Neuerrichtung.